# Rakouská státní cena za evropskou literaturu
Rakouská státní cena za evropskou literaturu (Österreichischer Staatspreis für Europäische Literatur), také známa jako Evropská literární cena (Europäischer Literaturpreis), je literární cena v Rakousku udělovaná federálním ministerstvem pro vzdělání a kulturu evropským spisovatelům. Вyla zřízena ve Vídni v roce 1964 jako cena Nikolause Lenau (Nikolaus-Lenau-Preis), v roce 1965 dostala současné jméno. Je dotována 25 000 € (2007).

## Laureáti
Seznam laureátů tohoto ocenění od roku 1967 do současnosti:
- 2021 – László Krasznahorkai, Maďarsko
- 2020 – Drago Jančar, Slovinsko
- 2019 – Michel Houellebecq, Francie[2]
- 2018 – Zadie Smithová, Spojené království[3]
- 2017 – Karl Ove Knausgård, Norsko
- 2016 – Andrzej Stasiuk, Polsko
- 2015 – Mircea Cărtărescu, Rumunsko
- 2014 – Ljudmila Ulickaja, Rusko
- 2013 – John Banville, Irsko
- 2012 – Patrick Modiano, Francie
- 2011 – Javier Marías, Španělsko
- 2010 – Paul Nizon, Švýcarsko
- 2009 – Per Olov Enquist, Švédsko
- 2008 – Agota Kristofová, Švýcarsko
- 2007 – A. L. Kennedy, Spojené království[4]
- 2006 – Jorge Semprún, Španělsko
- 2005 – Claudio Magris, Itálie
- 2004 – Julian Barnes, Spojené království
- 2003 – Cees Nooteboom, Nizozemsko
- 2002 – Christoph Hein, Německo
- 2001 – Umberto Eco, Itálie
- 2000 – António Lobo Antunes, Portugalsko
- 1999 – Dubravka Ugrešić, Chorvatsko
- 1998 – Antonio Tabucchi, Itálie
- 1997 – Jürg Laederach, Švýcarsko
- 1996 – Aleksandar Tišma, Srbsko
- 1995 – Ilse Aichinger, Rakousko
- 1994 – Inger Christensen, Dánsko
- 1993 – Čingiz Ajtmatov, Kyrgyzstán
- 1992 – Salman Rushdie, Spojené království
- 1991 – Péter Nádas, Maďarsko
- 1990 – Helmut Heissenbüttel, Německo
- 1989 – Marguerite Duras, Francie
- 1988 – Andrzej Szczypiorski, Polsko
- 1987 – Milan Kundera, Československo
- 1986 – Stanislaw Lem, Polsko
- 1985 – Nebyla udělena.
- 1984 – Christa Wolfová, Německo
- 1983 – Friedrich Dürrenmatt, Švýcarsko
- 1982 – Tadeusz Różewicz, Polsko
- 1981 – Doris Lessing, Spojené království
- 1980 – Sarah Kirsch, Německo
- 1979 – Nebyla udělena.
- 1978 – Simone de Beauvoir, Francie
- 1977 – Fulvio Tomizza, Itálie
- 1976 – Italo Calvino, Itálie
- 1975 – Pavel Kohout, Československo
- 1974 – Sándor Weöres, Maďarsko
- 1973 – Harold Pinter, Spojené království
- 1972 – Peter Huchel, Německo
- 1971 – Sławomir Mrożek, Polsko
- 1970 – Eugène Ionesco, Rumunsko/Francie
- 1969 – Nebyla udělena.
- 1968 – Václav Havel, Československo
- 1967 – Vasko Popa, Jugoslávie
- 1966 – Wystan Hugh Auden, Spojené království
- 1965 – Zbigniew Herbert, Polsko